# Креногенний мінерал
Креноге́нний мінера́л (рос. креногенный минерал, англ. crenogene mineral, нім. krenogenisch Minerale — мінерал або мінеральний комплекс, який утворився внаслідок відкладання солей з мінеральних джерел.